# Albalate del Arzobispo
Albalate del Arzobispo – gmina w Hiszpanii, w prowincji Teruel, w Aragonii, o powierzchni 205,69 km². W 2011 roku gmina liczyła 2087 mieszkańców.